# احمدعلی میرزا
احمدعلی میرزا شاهزاده قاجار و حاکم خراسان بود.
احمدعلی میرزا پسر نوزدهم فتحعلی‌شاه بود. او در سال ۱۲۴۵ قمری حاکم خراسان شد. وزارت او در حکومت خراسان بر عهده میرزا موسی منجم‌باشی بود. گلین‌خانم، دختر احمدعلی میرزا، اولین همسر عقدی ناصرالدین‌شاه قاجار بود.